# 西田修平
西田修平（日语：／ Nishida Shuhei，1910年5月21日—1997年4月13日），日本男子田径运动员。他曾代表日本参加1932年和1936年夏季奥林匹克运动会田径比赛，获得二枚银牌。他也曾在1951年亚洲运动会上获得铜牌。